# Guillaume Lejean
Guillaume Lejean (Plouégat-Guérand, 1824. február 1. – Plouégat-Guérand, 1871. február 1.) francia földrajztudós és utazó.

## Életrajza
A földrajzi tudományokat tanulta Párizsban, és a kormány megbízta a Balkán-félsziget beutazásával. Hat évi ott tartózkodás után Lejean 49 nagy térképlapra való anyagot gyűjtött és ezekből 20 lapot teljesen ki is dolgozott. 1860-ban Kordofánba ment és a Fehér-Nílus folyását kutatta. 1862-ben francia konzul volt Abesszíniában, de a következő évben Tódor király kiutasította. 1866-ban beutazta Kis-Ázsiát, Mezopotámiát és az Indus melléki tartományokat Kasmírig, és 1867-ben tovább folytatta kutatásait Törökországban.

## Művei
- Az európai Törökország etnográfiája (1861)
- Voyage aux deux Nils (Párizs, 1865-68)
- Théodore II. le nouvel empire d'Abyssinie et les intérets francias (uo. 1865)[2]